# شعبة الديمان (الشعر)

تعديل مصدري - تعديل

شعبة الديمان محلة تابعة لقرية الخراف، التابعة لعزلة القابل الاسفل بمديرية الشعر إحدى مديريات محافظة إب في الجمهورية اليمنية، بلغ تعداد سكانها 47 حسب تعداد اليمن لعام 2004.